# بورجوارد بي الرابعة
بورجوارد الرابعة، كانت مركبة هدم ألمانية يتم التحكم فيها عن بعد تستخدم في الحرب العالمية الثانية.

## التصميم
خلال الحرب العالمية الثانية، استخدم الفيرماخت ثلاثة دبابات هدم تعمل عن بُعد: Goliath الخفيفة ( Sd.Kfz. 302 / 303a / 303b )، متوسطة Springer ( Sd.Kfz. 304 ) وبورجوارد الرابعة ( Sd.Kfz. 301) ). كانت Borgward IV أكبر المركبات وكانت الوحيدة القادرة على إطلاق متفجراتها قبل تفجيرها؛ تم تدمير المركبتين الأصغر حجمًا عندما انفجرت العبوات الناسفة.
طورت بورجوارد في الأصل B IV كحاملة ذخيرة، ولكن وجد أنها غير مناسبة. تم اختباره أيضًا ككنسة ألغام بعيدة، ولكنه كان عرضة جدًا للألغام ومكلفة للغاية. خلال معركة فرنسا، قام المهندسون الألمان من فرقة بانزر الأولى بتحويل 10 بانزر I أوسف بي أس إلى مركبات للهدم وإزالة الألغام، وذلك باستخدامهم لوضع رسوم موقوتة على المخابئ أو حقول الألغام دون فقدان السيارة. وجد مكتب ذخائر الجيش الفكرة قيمة، وأمرت بتطوير B IV كوسيلة هدم يتم التحكم فيها عن بُعد. تم تسليم المركبات الأولى في عام 1942. 